# Daisy Sweeney
Daisy Elitha Peterson Sweeney (7 mai 1920 - 11 août 2017) est une professeure de musique canadienne, connue pour avoir enseigné à de nombreux musiciens de jazz canadiens.

## Enfance
Daisy est née à Montréal en 1920 dans le quartier Petite-Bourgogne. Sa mère est Kathleen Olivion (née John), de St-Kitts. Elle était une cuisinière et domestique avant d'immigrer au Canada vers 1906-1908. Son père, Daniel Peterson, est né à Tortola, dans les îles Vierges britanniques. Il travaille comme maître d'équipage sur des bateaux jusqu'à son arrivée à Montréal. Comme de nombreux Noirs montréalais, il devient porteur pour les chemins de fer du Canadian Pacific Railway (CPR). C'est lui qui, après avoir appris le piano de manière autodidacte, l'enseigne à ses cinq enfants. Daisy est la deuxième, l'aînée des filles (Frederick, Daisy, Charles, Oscar et May). La famille joue de plusieurs instruments ensemble : trompette, piano, trombone. Elle enseigne à ses frères et sœur le piano alors qu'elle est elle-même encore une enfant. 
Elle fréquente l'école publique Royal Arthur jusqu'à la septième année. À 14 ans, elle est atteinte de tuberculose. Son frère Frederick ne survit pas, mais Oscar et elle sont envoyés en quarantaine à Sainte-Agathe où ils sont, à ce moment, les seuls Noirs à y recevoir des soins. 
La famille fréquente l'Église anglicane St-Jude de la rue Vinet à tous les dimanches qui est aussi un lieu pour développer ses compétences musicales avec la Universal Negro Improvement Association (UNIA). Elle est organiste et choriste pour l'Église anglicane St-Jude et pour la Union United Church (en).

## Études en musique
Son père est son premier enseignant en piano classique. Elle prend des cours de piano avec Mr. Smythe, un Noir américain de la communauté, propriétaire d'un studio. Pendant la Deuxième Guerre mondiale, elle étudie avec le pianiste classique hongrois Paul de Markey. Elle obtient un diplôme universitaire de premier cycle à McGill.
Après son mariage, elle se forme à l'orgue avec Philip Motley et se perfectionne au piano avec Karl Steiner.

### Autres études
Elle complète ses études secondaires en 1970, âgée de 50 ans, à la Thomas Moore Private School pour adultes. Elle prend aussi des cours du soir en charpenterie, peinture et couture.

## Emplois en dehors de la musique
En dehors des cours qu'elle donne, Daisy Peterson est engagée comme domestique au début de sa vingtaine, un des seuls emplois que les Noires pouvaient occuper à ce moment. Pendant la Deuxième Guerre mondiale, elle travaille dans une usine de rivets pour l'aviation. Ensuite, elle est engagée dans une usine de confection de vêtements. Ces emplois financent ses études à McGill.

## Enseignement de la musique
Durant ses études, elle enseigne aux enfants de sa communauté au Negro Community Center (NCC). Mr. Clyke est le directeur. Elle charge 25 sous par élève, au nombre de 30 chaque semaine. En parallèle, elle donne des cours privés la semaine. Elle joue aussi pour les enfants de la Montreal Day Nursery. Les récitals de ses élèves ont lieu à l'Institut Fraser-Hickson dans le quartier Notre-Dame-de-Grâce de Montréal. Elle prépare ses élèves aux examens du Conservatoire de musique de McGill. Elle enseigne pendant 40 ans et est membre de la fédération québécoise des professeurs de piano professionnels. Elle offre des cours de piano, de voix, de formation auditive, de composition et de théorie musciale.
Plusieurs de ses élèves deviennent plus ou moins connus dans le monde du jazz : 
- Oliver Jones
- Oscar Peterson (son frère)
- Joe Sealey
- Ken Sinner
- Reg Wilson
- Dawn Tyrell
- Diane Thornill
- Norman Villeneuve

En 1974, elle co-fonde la Black Community Youth Choir avec Trevor Payne, un musicien. En 1982, celle-ci devient la Montreal Jubilation Gospel Choir.

## Prix et reconnaissances
- Médaille d'argent, Ivory Settlement[1]
- Doctorat honorifique, Université Laurentienne de Sudbury, 1987[4]
- Certificat de reconnaissance pour contribution altruiste à sa communauté, Gouvernement du Québec[2]
- Martin Luther King Jr. Award, Black Theatre Workshop, 1999[2]
- Concerts en son honneur lors du 180e anniversaire du Canal Lachine, 2005[2]
- Murale à son effigie au coin St-Jacques et St-Martin à Montréal, Kevin Ledo, MU, 2018[5]
- Calendrier du mois de l'histoire des Noirs, Table ronde, 1999[6]
- Parc et rue à son nom à Montréal, 2019[6]

## Famille
Elle se marie avec James Robert Sweeney, chef sur les chemins de fer du Canadian Pacific et du CN. Il ouvre un restaurant, coin Royal et Monkland, avec ses deux fils d'un premier mariage, Essley et Joseph. Ils adoptent Joan, puis Kenny et finalement Tina. Elle donne naissance à des jumelles : Judith (Judy) et Heather. Cette dernière décède de la morte subite du nourrisson. Puis, elle a Sylvia, qui devient une sportive olympique en basketball (1976 et 1984) et une journaliste et documentariste à la télévision canadienne.